# Parnassos (Kappadokien)
Parnassos war eine antike Stadt in der kleinasiatischen Landschaft Kappadokien beim heutigen Değirmenyolu (früher Parlasan) in der Türkei.
Das an der Kreuzung zweier wichtiger Straßen liegende Parnassos war der Ort, wo sich 180 v. Chr. die Heere von Pergamon und Kappadokien für einen Feldzug gegen Pharnakes I. von Pontos trafen. In der Spätantike war es Sitz eines Bischofs; auf das Bistum geht das Titularbistum Parnassus der römisch-katholischen Kirche zurück.